# Notiphila maritima
Notiphila maritima är en tvåvingeart som beskrevs av Nina Krivosheina 1998. Notiphila maritima ingår i släktet Notiphila och familjen vattenflugor. Inga underarter finns listade i Catalogue of Life.